# Кливз, Энн
Энн Кливз (англ. Ann Cleeves; 1954, Херефордшир) — английская писательница, автор детективов и триллеров. На основе её произведения были выпущены телесериал «Вера» (2011), «Шетланд» (2013) и «Долгий разговор» (2021—н. в.). В 2006 году она стала лауреатом награды «Золотой Кинжал» за роман «Ловушка для ворона».

## Биография
Родилась в графстве Херефордшир и выросла в Девоне. Училась в общеобразовательной школе Парк в порте Барнстапл.
Ее отец был учителем сельской школы. После того, как она бросила университет, она устроилась на ряд временных должностей — сотрудником по уходу за детьми, лидером женского приюта, поваром в орнитологической лаборатории, вспомогательной береговой охраной — прежде чем вернуться в колледж и пройти обучение на офицера службы пробации.
Пока она готовила в Обсерватории птиц на Фэр-Айле, она познакомилась со своим мужем Тимом, приглашенным орнитологом. Ее привлекала не столько орнитология, сколько бутылка солодового виски, которую она увидела в его рюкзаке, когда показывала ему его комнату. Вскоре после того, как они поженились, Тим был назначен смотрителем Хилбре, крошечного приливного островного заповедника в устье реки Ди. Они были единственными жителями, не было ни электричества, ни воды, а доступ к материку был возможен во время отлива через берег. Если человек не особо увлекается птицами (а Энн нет), то на Хильбре особо нечего делать, и именно тогда она начала писать. В ее первой серии криминальных романов рассказывается о пожилом натуралисте Джордже Палмер-Джонсе. Некоторые из этих книг действительно ужасны.
В 1987 году Тим, Энн и их две дочери переехали в Нортумберленд, и северо-восток стал источником вдохновения для многих из ее последующих произведений. Обе девушки познакомились с парнями Джорди. Осенью 2006 года Энн и Тим наконец осуществили свою мечту и вернулись на Северо-Восток.
В рамках Национального года чтения Энн была назначена постоянным читателем трех библиотечных учреждений. В рамках проекта Inside Books она организовала группы чтения в тюрьмах, стала первым постоянным читателем Челтнемского литературного фестиваля и до сих пор любит работать с библиотеками.
В 2006 году Энн Кливз стала первой обладательницей престижной премии Дункана Лори Даггера Ассоциации писателей-криминалистов за «Вороново крыло», первый том ее Шетландской серии. 
Об успехе Энн было объявлено на церемонии вручения премии Dagger Awards 2006 в отеле Waldorf Hilton в лондонском Олдвиче в четверг, 29 июня 2006 года. Она сказала: «Я никогда в жизни ничего не выигрывала, так что это был полный шок, но, конечно, прекрасный. Вечер прошел относительно спокойно, потому что я потерял голос и знал, что даже если произойдет непредвиденное, я физически не смогу произнести ни слова. Чтобы мне не пришлось произносить речь, моему редактору было поручено это сделать!»

## Серия книг
Серия книг о детективе Вера Стэнхоуп
1. Ловушка для ворона / The Crow Trap
2. Рассказывая сказки /  Telling tells
3. Скрытые глубины / Hidden Depths
4. Немые голоса / Silent Voices
5. Комната из стекла / The Glass Room
6. Снежное забвение / Harbour Street
7. The Moth Catcher / The Moth Catcher
8. The Seagull / The Seagull
9. The Darkest Evening / The Darkest Evening
10. The Rising Tide / The Rising Tide
11. The Dark Wives / The Dark Wive
12. Серия книг о детективе Мэттью Вон

1. The Long Call / The Long Call
2. The Heron's Cry /  The Heron's Cry
3. The Raging Storm / The Raging Storm
4. The Girls on the Shore / The Girls on the Shore

Серия книг о детективе Джимми Перес
1. Raven Black / Raven Black
2. White Nights / White Nights
3. Red Bones / Red Bones
4. Blue Lightning / Blue Lightning
5. Dead Water / Dead Water
6. Thin Air / Thin Air
7. Cold Earth / Cold Earth
8. Wild Fire / Wild Fire